# Brazilian Girls
Brazilian Girls – nowojorski zespół muzyki lounge oraz dance w wydaniu awangardowym, często downtempo, którego to członkowie, wszyscy zamieszkali w Nowym Jorku, wywodzą się z rozmaitych stron świata, tyle że nikt z Brazylii, a jedyna girl, wokalistka Sabina Sciubba jest pochodzenia niemiecko-włoskiego. W rozmaitych pojedynczych utworach grupa brzmi niczym zespół z gatunków: reggae, bossa nova, tango, chanson, kabaret niemiecki czy rock and roll przetworzony elektronicznie. Pozostali członkowie to Argentyńczyk, klawiszowiec Didi Gutman i perkusista Aaron Johnston. Do zespołu należał również gitarzysta basowy Jesse Murphy.
Brazilian Girls są bardzo popularni wśród muzyków i artystów oraz na scenie klubowej Nowego Jorku. Wydali trzy albumy studyjne: eponimiczny Brazilian Girls w 2005; drugi, pt. Talk to La Bomb we wrześniu 2006; oraz trzeci, New York City, wydany w sierpniu 2008.

## Rys historyczny
Sabina Sciubba, pochodzenia niemiecko-włoskiego, urodziła się w Rzymie 23 lutego 1975 a wychowała się w Monachium oraz Nicei. Dzięki temu opanowała języki: włoski, niemiecki, hiszpański, francuski, portugalski oraz angielski, którymi to regularnie włada na albumach Brazilian Girls i na scenie. Wszystkie sześć języków wykorzystała na pierwszej płycie. Przed uformowaniem Brazilian Girls w 2003, Sciubba nagrała dwa albumy jazzowe – You Don't Know What Love Is, przy akompaniamencie pianisty Chrisa Andersona, oraz Meet Me in London – tym razem z gitarzystą Antoniem Forcione.
Muzycy zawiązali się jako zespół wskutek sesji klubowych w nowojorskim klubie Nublu. W klubie tym skomponowali wiele utworów podczas tygodniowych koncertów. 1 lutego 2005 zadebiutowali eponimicznie.
Ich trzeci album, New York City wydano 5 sierpnia 2008. Grali na rozmaitych trasach poprzez październik, po czym zrobili dłuższą przerwę w związku z ciążą Sciubby. Po ogłoszeniu rozwiązania zespołu w 2011, Brazilian Girls powrócili na scenę w Nowym Jorku w kwietniu 2012.

## Dyskografia

### Albumy

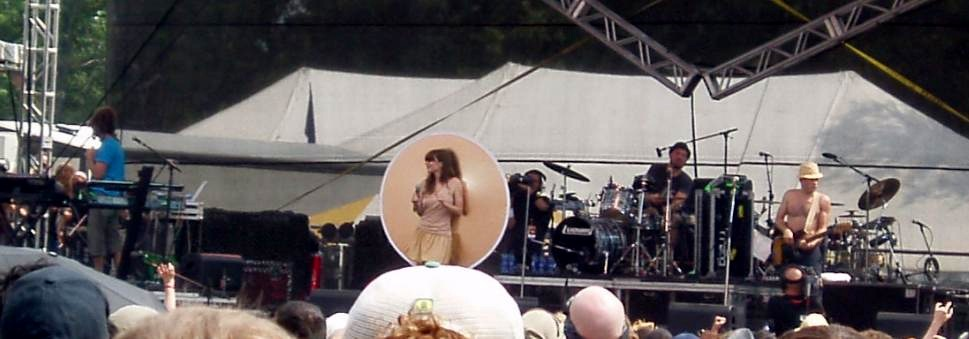
Brazilian Girls na scenie w Tennessee opodal Memphis, festiwal Bonnaroo (2007)

- Brazilian Girls (Verve Records, 1 lutego 2005)
- Talk to La Bomb (Verve Records, 12 września 2006)
- New York City (Verve Records, 5 sierpnia 2008)

### Single i minialbumy (EP)
- „Lazy Lover EP” (EP) (wydanie własne, 2004)
- „Don't Stop" (Verve Records, 2005)
- „More Than Pussy – The Remix EP” (Verve Forecast, 2007)

## Wideoklipy
- „Brazilian Girls: Live in NYC” (Verve Records, iTunes, 2005) – sfilmowany w nowojorskim klubie „NuBlu"